# Апе
Апе (произношение) (на латвийски: Ape) е град в североизточна Латвия, намиращ се в историческата област Видземе и в административния район Алуксне. Градът се намира на границата с Естония и се намира на 177 km от столицата Рига. От 1928 г. Апе е със статут на град. По данни от проброяваето на 1 януари 2015 г. градът наброява 980 жители.